# V (mini-série, 1983)
Cet article concerne la série originale. Pour le remake, voir V (série télévisée, 2009).
Pour les articles homonymes, voir V.
V est une mini-série de science-fiction américaine en 2 téléfilms de 100 minutes environ, créée par Kenneth Johnson et diffusée du 1er mai 1983 au 2 mai 1983 sur NBC. Elle est suivie d'une seconde minisérie V, la Bataille finale (V : The Final Battle) en 3 épisodes de 90 minutes, ainsi que d'une saison avortée de 19 épisodes de 48 minutes, souvent nommée V : La série (V: The Series).
La mini-série originelle (parfois retitrée V: The Original Miniseries) a été créée, écrite et réalisée par Kenneth Johnson. Sa suite directe, La Bataille finale (filmée après le retrait de Kenneth Johnson du projet), a été diffusée du 6 mai au 8 mai 1984. À l'origine, La Bataille finale devait – comme son nom l'indique – mettre un terme à l'histoire de V. Devant le succès rencontré par cette suite, une série hebdomadaire fut alors commandée.
En Belgique et au Luxembourg, la mini-série a été diffusée pour la première fois en 4 épisodes de 45 minutes à partir du 23 janvier 1985 sur RTL Télévision. 
En France, la mini-série a été diffusée dans son format original à partir du 9 septembre 1985 en prime time sur Antenne 2. Rediffusion sur La Cinq les 18 décembre 1988 et 22 décembre 1988. La Cinq ayant dépassé le plafond de 104 diffusions d’œuvres cinématographiques entre 20h30 et 22h30 pour l'année 1989, elle rediffuse la mini-série du 25 novembre 1989 au 2 décembre 1989. Rediffusion en 4 épisodes de 45 minutes dès le 18 mai 1991 sur La Cinq. Rediffusion de la mini-série dans La Saga du samedi le 28 août 1993 sur M6. Rediffusion 2008 sur NRJ 12.

## Historique
La mini-série d'origine a fait ses débuts aux États-Unis sur NBC, le 1er mai, 1983. Kenneth Johnson, le créateur de la série a déclaré que l'histoire a été inspirée par le roman It Can't Happen Here (« Ça ne peut arriver ici ») écrit en 1935 par Sinclair Lewis. En outre, plusieurs scènes du pilote d'origine ressemblent à la pièce de théâtre Grand-peur et misère du IIIe Reich de Bertolt Brecht. De plus, la nouvelle de Damon Knight Comment servir l'homme (To Serve Man), précédemment adaptée dans un épisode de La Quatrième dimension possède un thème similaire : des extra-terrestres faussement amicaux qui élèvent secrètement les humains pour en faire de la nourriture.
Dans les bonus du DVD de la  mini-série, Johnson révèle que V a été initialement conçu comme un simple thriller politique, retraçant la montée d'un mouvement fasciste aux États-Unis. NBC — quant à elle — était intéressée par une série de science-fiction, afin de capitaliser sur le succès de films tels que Star Wars.
L'histoire est donc une allégorie des événements de la Deuxième Guerre mondiale. On notera l'utilisation par les Visiteurs d'un emblème présentant de fortes ressemblances avec la croix gammée des nazis tandis que le titre de la série lui-même est calqué directement sur la campagne des V de 1941. Les Visiteurs possèdent aussi des jeunesses semblables aux jeunesses hitlériennes, et la propagande télévisuelle des Visiteurs rappelle la propagande des nazis. L'interaction humaine avec les Visiteurs peut être comparée avec les évènements de la Seconde Guerre mondiale dans le sens où certains individus avaient choisi de collaborer tandis que d'autres avaient choisi de s'opposer à ce régime mis en place.
Les nazis ont persécuté principalement des Juifs, les Visiteurs quant à eux persécutent les scientifiques, leurs familles et tous ceux qui s'associent avec eux pour cacher leur identité de scientifique (les scientifiques étant potentiellement les plus aptes à découvrir leur véritable nature biologique). L'évidence du parallèle est telle que quelques personnages introduits par Kenneth Johnson sont d'origine juive (dont un grand-père survivant de l'Holocauste). Les Visiteurs instaurent la loi martiale afin de contrôler les scientifiques, de manière similaire à ce qu'avaient fait les nazis en Allemagne. Des analogies sont notables entre Diana, chef scientifique des Visiteurs, et le docteur Josef Mengele.
Plus tard dans la série, le journal télévisé du réseau de la Résistance rapporte l'union des populations blanches et noires d'Afrique du Sud afin de lutter contre les Visiteurs. En effet, la série a été réalisée en 1984 alors que l'Afrique du Sud était toujours sous le régime de l'apartheid. Lors de la diffusion à la télévision de V en Afrique du Sud, des dizaines de V rouges sont apparus dès le lendemain, sur les murs de la capitale notamment.

## Synopsis
Alors que le journaliste Mike Donovan filme des soldats en plein combat au Salvador, apparaissent d’un coup dans le ciel, en de nombreux endroits du globe, de gigantesques ovnis (qui seront dénommés par la suite « vaisseaux-mères ») venus du système Sirius situé à 8,7 années-lumière de notre planète. Après être entrés pour la première fois en contact par émission radio, à la suite d’un compte à rebours, ils conviennent d'un premier contact direct avec le secrétaire général de l’ONU. Ces extraterrestres semblent avoir forme humaine et déclarent être venus en paix, s’installant peu à peu au milieu de la population. Ils déclarent vouloir partager leurs connaissances en échange de produits chimiques terrestres censés régler leurs problèmes environnementaux sur leur planète (« bien plus graves » que les nôtres). Mais leurs intentions sont tout autres…
En effet, les visiteurs pompent en secret toute l’eau de la Terre, car leur planète d'origine a en réalité très peu d'eau. De plus, ce sont des « lézards » (que l’on peut aussi nommer « reptiliens » ou reptiles humanoïdes) qui considèrent les humains comme de la nourriture. Aussi veulent-ils remplir leur garde-manger de millions de Terriens (entre autres). Peu à peu, une organisation secrète de résistants, avec en tête Mike Donovan et le docteur Julie Parrish, aidée par des soldats visiteurs rebelles (« la cinquième colonne »), s’organise pour un combat de titans. Combat qui est loin d’être gagné car Diana, officier de haut rang dans l’armée des envahisseurs, veut à tout prix soumettre totalement l’humanité.

## Distribution
Les humains
- Marc Singer (VF : Richard Darbois) : Mike Donovan
- Faye Grant (VF : Frédérique Tirmont) : Julie Parrish
- Richard Lawson (VF : Med Hondo) : Dr. Ben Taylor
- Jason Bernard (VF : Robert Liensol) : Caleb Taylor
- Michael Wright (VF : Luq Hamet) : Elias Taylor
- Penelope Windust (VF : Claude Chantal) : Kathleen Maxwell
- Michael Durrell (VF : Pierre Hatet) : Robert Maxwell
- Blair Tefkin (VF : Françoise Dasque) : Robin Maxwell
- Leonardo Cimino (VF : Georges Aubert) : Abraham Bernstein
- George Morfogen (VF : Claude Joseph) : Stanley Bernstein
- Bonnie Bartlett (VF : Hélène Vallier) : Lynn Bernstein
- David Packer (VF : Vincent Violette[4]) : Daniel Bernstein
- Camila Ashland (VF : Renée Régnard) : Ruby Engels
- Jenny Sullivan : Kristine Walsh
- Hansford Rowe (VF : Yves Barsacq) : Arthur Dupres
- Diane Civita (VF : Arlette Thomas) : Harmony Moore
- Neva Patterson (VF : Monique Mélinand) : Eleanor Dupres
- Evan C. Kim (VF : François Leccia) : Tony Wah Chong Leonetti
- Rafael Campos (VF : Serge Lhorca) : Sancho Gomez
- Tommy Petersen : Josh Brooks
- Eric Johnston (VF : Damien Boisseau) : Sean Donovan
- Myron Healey (VF : Marc de Georgi) : Arch Quinton

Les visiteurs
- Jane Badler (VF : Pauline Larrieu[4]) : Diana
- Richard Herd (VF : Gabriel Cattand) : John, Le commandant
- Andrew Prine (VF : Jean-Pierre Leroux) : Steven
- Frank Ashmore (VF : Hervé Bellon) : Martin
- Robert Englund (VF : Jean-Claude Montalban) : Willie
- Peter Nelson (VF : Jean-François Vlérick) : Brian
- Jenny Neumann : Barbara
- Stack Pierce (VF : Michel Bardinet) : le capitaine des Visiteurs

## Épisodes

### V(1983)
| N° | #  | Titre                    | Réalisation     | Scénario        | Première diffusion                                  |
| -- | -- | ------------------------ | --------------- | --------------- | --------------------------------------------------- |
| 01 | 01 | V : 1re partie V: Part I | Kenneth Johnson | Kenneth Johnson | États-Unis : 1er mai 1983 France : 9 septembre 1985 |
|    |    |                          |                 |                 |                                                     |
| 02 | 02 | V : 2e partie V: Part II | Kenneth Johnson | Kenneth Johnson | États-Unis : 2 mai 1983 France : 16 septembre 1985  |
|    |    |                          |                 |                 |                                                     |

## Emplacements et caractéristiques des 50 vaisseaux-mères de la flotte
D'après la série, 50 vaisseaux-mères stationnent au-dessus des principales villes de la Terre. 40 vaisseaux-mères et leur emplacement sont cités. Les 10 autres ne sont pas indiqués. Au cours de la série, il sera indiqué que d'autres vaisseaux-mères arriveront sur Terre, dont celui du chef d'escadre Pamela qui arrivera à Los Angeles et se placera au-dessus du vaisseau-mère commandé par Diana.
| - Afrique du Sud - Johannesburg - Allemagne de l'Ouest - Allemagne de l'Est - Berlin - Arabie saoudite - Riyad - Argentine - Buenos Aires - Australie - Sydney - Brésil - Rio de Janeiro - Sao Paulo - Chine - Pékin - Égypte - Le Caire | - Espagne - Madrid - États-Unis - New York - Los Angeles - Chicago - Washington - La Nouvelle-Orléans - Houston - Saint-Louis - San Francisco - Seattle - France - Paris - Marseille - Grèce - Athènes - Hong Kong - Hong Kong | - Inde - Bombay - New Delhi - Calcutta - Israël - Jérusalem - Italie - Rome - Japon - Tokyo - Mexique - Mexico - Panama - Panama - Portugal - Lisbonne - Royaume-Uni - Londres | - Salvador - San Salvador - Suède - Stockholm - Suisse - Genève - Turquie - Istanbul - Union soviétique - Moscou - Leningrad - Vladivostok - Venezuela - Caracas - Viêt Nam - Hô-Chi-Minh-Ville |

## Commentaires
V est considérée comme une série culte des années 1980.
Dans la première partie du premier épisode, à 28 min 40 s, lorsqu'une navette des envahisseurs atterrit, une fanfare interprète la musique de Star Wars, clin d’œil au film sorti quelque temps auparavant.

### Symbolique graphique

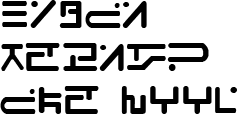
Exemple de l'alphabet des « Visiteurs ».

Emblème des Visiteurs.

La lettre V correspond à l'initiale de Victoire (Victory en anglais). C'est le lien avec le V rouge que dessinent les Terriens et le signe de la main bien connu avec deux doigts en forme de V effectué par certains personnages. Ces deux symboles évoquent la victoire des Terriens sur l'emprise des extra-terrestres et deviennent symboles de ralliement à la cause résistante.

## Long-métrage cinématographique en projet (2008-2009)
Le synopsis précis n'a pas été précisé. Cette suite ou adaptation de la première minisérie au cinéma aurait été réalisée par Kenneth Johnson, le créateur originel de la série. Les mêmes acteurs principaux auraient repris leurs rôles respectifs : Marc Singer, Faye Grant, Jane Badler et Robert Englund notamment.

S'il s'agit d'une suite, le film aurait été probablement inspiré du roman V: The Second Generation : il n'aurait pas pris place après l'épisode Le Retour de la série, ni même après La Bataille finale mais directement après la minisérie originelle.

Kenneth Johnson tient régulièrement au courant de l'évolution du projet, par le biais d'une rubrique sur son site officiel.

## Remake parABC
Le créateur de la série Les 4400, Scott Peters, a été chargé de l’écriture, de l’adaptation, et assure également la production avec la Warner Bros de ce remake. La diffusion a commencé le 3 novembre 2009 aux États-Unis et le 1er décembre 2010 en France.
Morena Baccarin joue le rôle d'Anna, le leader des Visiteurs.
Jane Badler, Diana dans l'ancienne série, est présente dans le casting de la saison 2 dès l'épisode 1. Elle y joue la mère d'Anna.
De même, on voit Marc Singer apparaître dans le dernier épisode de la saison 2, dans le rôle de Lars Tremont, qui est membre d’une organisation top secrète composée de chefs militaires et de politiciens du monde entier qui suspectent depuis longtemps les V de ne pas être venus en paix.

## Produits dérivés

### DVD
- Aux États-Unis, l'intégrale de V existe déjà depuis plusieurs années en DVD (version originale avec présence de sous-titres français).
- En France, un coffret de 3 DVD édité par Aquarelle et distribué par Columbia-Tristar est sorti le 23 janvier 2008. Il réunit les deux miniséries V & V : La Bataille finale.
- Parallèlement, la série de 19 épisodes est parue en Belgique en janvier 2008 dans un coffret unique de 5 DVD, mais d'une collection différente. Les avis de consommateurs s'accordent pour dire que les copies de cette édition belge présentent une qualité d'image plutôt médiocre. De plus le coffret présente une erreur et indique la présence de 3 DVD seulement. Il s'agit en fait de 3 boitiers présents dans le coffret (les deux premiers contiennent deux DVD chacun, le dernier un seul).
- La sortie de la série dans la collection d'Aquarelle s'est faite en deux coffrets séparés : les épisodes 1 à 10 sont sortis le 6 mai 2008, et les épisodes 11 à 19 le 10 septembre de la même année. Les épisodes sont dans une qualité similaire à celle de l'édition belge (aucune restauration n'ayant jamais été effectuée par les ayants droit – la Warner Bros – pour la série hebdomadaire).

### Roman
- V: La Seconde Génération, écrit par Kenneth Johnson en personne, reprend la trame de la première minisérie en ignorant les évènements de la série hebdomadaire, ainsi que ceux de La Bataille finale. L'intrigue prend place après 24 ans d'occupation continue de la Terre par les Visiteurs. Une résistance exsangue, pratiquement exterminée, reçoit l'aide inattendue des Zedti, une race d'insectes humanoïdes se déclarant les ennemis jurés des Visiteurs (il s'agit d'une race évoquée dans V, et à laquelle Julie Parrish envoie une transmission dans l'espace à la fin de la 2e partie).

### Jeu vidéo
- En 1986, Ocean Software réalisa un jeu vidéo d'action pour Amstrad CPC, Commodore 64 et ZX Spectrum.

### Manga
- Scénario de Go Nagai d'après Kenneth Johnson et Dessin de Tatsuya Tasuda (Kotetsu Jeeg) :
  - (ja) vol 1; 1989-02-10; V (ブイ) #1: Visitor, Keibunsha no Daihyakka Bessatsu (ケイブンシャの大百科別冊), Keibunsha (勁文社),
  - (ja) vol 2; 1989-02-10; V (ブイ) #2: Victory, Keibunsha no Daihyakka Bessatsu (ケイブンシャの大百科別冊), Keibunsha (勁文社)
  - janvier 2021, en 2 volumes aux éditions Black Box en collaboration avec Little Big Monsters Editions